# Florea Danciu
Florea Danciu (n. 6 martie 1921) este un fost deputat român în legislatura 1992-1996, ales în județul Brașov pe listele partidului PRM. Florea Danciu a fost validat pe data de 15 decembrie 1994 când l-a înlocuit pe deputatul Mircea Mușat. Florea Danciu este de profesie economist.